# 小畑乃々
小畑 乃々（おばた のの、2010年10月26日 - ）は、日本の子役、女優。ジョビィキッズ所属。

## 出演

### 映画
- 劇場版ルパンの娘（2021年10月15日、東映） - 三雲杏 役[1]

### ドラマ
- 隣の家族は青く見える（2018年、フジテレビ） - 小宮山優香（5歳期） 役
- ルパンの娘（2019年、フジテレビ） - 三雲華（幼少期） 役
- ルパンの娘 シリーズ2（2020年10月15日 - 12月10日、フジテレビ） - 三雲杏 役
- silent（2022年、フジテレビ） - 佐倉萌（幼少期） 役
- 特捜9 Season6 第8話（2023年、テレビ朝日） - 女子小学生A 役
- マイ・セカンド・アオハル（2023年、TBS） - 白玉奈保子（幼少期） 役

### バラエティ
- 痛快TV スカッとジャパン（フジテレビ）
  - おじいちゃんの本心（2017年3月6日） - 5歳の美樹 役
  - 新人ぶりっ子保育士（2018年2月5日） - 美空 役
- run for money 逃走中〜こどもの日4時間SP〜（2021年5月5日、フジテレビ）

### CM
- タマホーム・プロダクトCM
- かっぱ寿司/旬得キャンペーン
- ハウス食品、バーモントカレー 2022春「自由に楽しめ」篇（2022年）

### インターネットテレビ

#### ドラマ
- ミス・シャーロック/Miss Sherlock（2018年） - 愛莉 役

### スチール
- 小学一年生（2017年度）[2]